# 錢夢得
錢夢得（1554年—1614年），字國賢，號承江，浙江嘉興府桐鄉縣人，明朝政治人物。

## 生平
萬曆七年（1579年）己卯科順天府鄉試第十七名，萬曆十一年（1583年）癸未科會試第五十六名，登三甲第二百二十九名進士。兵部觀政，次年授河南鄢陵知縣，十七年行取，选山西道監察御史，给假，二十年八月補本道，巡按陕西、二十二年巡按北直隶真定等府，二十三年告病。二十六年復回本道，本年巡视京营，二十七年巡按广西等地，所至有能声。三十二年升大理寺右寺丞，本年升左寺丞，三十三年升右少卿，三十四年进左少卿，三十五年丁憂。萬曆四十年（11612年）起陞南京大理寺卿，十二月（1613年初），擢都察院右副都御史、巡撫河南，四十一年因病回籍調理。萬曆四十二年（1614年）正月庚申卒於任。

## 家族
曾祖錢瑛，壽官；祖父錢泰，贈工部郎中；父錢貢，曾任刑部郎中。母唐氏（贈宜人）；繼母申氏（封宜人）。